# Pointe Coupee-konspirationen (1795)
Pointe Coupee-konspirationen var ett misslyckat försök till slavuppror i Pointe Coupee i Spanska Louisiana år 1795. 
Louisiana befann sig vid denna tid under en period av spänning präglad av inflytandet från det pågående slavupproret på Saint Domingue. Redan i juli 1791 hade förberedelserna till ett slavuppror av slavar ur den afrikanska minastammen avslöjats i Pointe Coupee, Pointe Coupee-konspirationen (1791) och många slavägare sov beväpnade i rädslan för uppror.
En stor mängd slavar förberedde under år 1795 ett uppror med bas kring Julian Poydras plantage i Pointe Coupee. De var inte ensamma utan hade stöd av ett antal fria vita sympatisörer. Konspirationen avslöjades dock genom ett anonymt brev till den spanske guvernören Carondelet.   En utdragen rättegång resulterade i domar mot över 57 slavar och tre vita sympatisörer. De fria vita sympatisörerna utvisades från kolonin. Av de 57 slavarna, dömdes 31 till piskstraff och tvångsarbete, och 23 till avrättning genom hängning, varefter deras huvuden höggs av och spetsades på pålar som ställdes upp längs Mississippiflodens strand från Pointe Coupee till New Orleans.
Konspirationen 1795 skapade stor oro i en redan förut nervös koloni. År 1796 förbjöds ytterligare slavimport från både Afrika och Västindien, och all införsel av nya slavar från utanför kolonin. Det sammanföll med nedgången av indigoodlingen, som fram till dess varit förhärskande i Louisiana, men motiverades också med rädslan för ett slavuppror, då antalet slavar vid denna tid vida översteg den fria befolkningens, och slavhandeln förbjöds fram till att förhållandena bedömdes som mer fredliga.   Slavhandeln i Louisiana öppnades inte igen förrän år 1800, av Spaniens intendent Don Ramón de Lopez y Angulo (make till Delphine Lalaurie) när förhållandena bedömdes som fredliga nog och parallellt med uppblomstringen av sockerrörs- och bomullsodlingen i Louisiana.

### Fotnoter
1. 1 2 3 4 5  Carolyn Morrow Long, Madame Lalaurie, Mistress of the Haunted House, 2012